# Nedra Kimfjärden
Nedra Kimfjärden är en sjö i Hudiksvalls kommun i Hälsingland och ingår i Harmångersån-Delångersåns kustområde. Sjön har en area på 0,0949 kvadratkilometer och ligger 0,1 meter över havet. Sjön avvattnas av vattendraget Sunnån (Viaån).

## Delavrinningsområde
Nedra Kimfjärden ingår i det delavrinningsområde (685596-158117) som SMHI kallar för Utloppet av Nedre Kimtjärnen. Medelhöjden är 6 meter över havet och ytan är 0,81 kvadratkilometer. Räknas de 32 avrinningsområdena uppströms in blir den ackumulerade arean 124,17 kvadratkilometer. Avrinningsområdets utflöde Sunnån (Viaån) mynnar i havet. Avrinningsområdet består mestadels av skog (63 procent). Avrinningsområdet har 0,19 kvadratkilometer vattenytor vilket ger det en sjöprocent på 23,2 procent.